# Cayo Las Brujas
Cayo Las Brujas es el nombre de un cayo cubano al norte de la provincia de Villa Clara en la parte central de ese país caribeño. Está separada de la isla principal por la bahía de Villa Clara y es cercana a los Cayos Santa María y los Ensenachos. Sus coordenadas geográficas son 22°37′25″N 79°09′14″O / 22.62361, -79.15389 Posee un hotel con el mismo nombre. Posee una superficie de 6,7 kilómetros cuadrados con 4 kilómetros de largo y 1,9 de ancho.
Por su morfología, Cayo Las Brujas goza de una gran abundancia de manglares y vegetación, además, cuenta con una playa de aguas cristalinas de 2 km de longitud llamada Las Salinas.
La forma más habitual de llegar es volando hasta el aeropuerto de Abel Santa María en Cayo Santa María y posteriormente viajar por el Pedraplén, ya que, aunque el cayo cuente con un aeropuerto propio está destinado únicamente para aviones de pequeño y mediano tamaño.
Al igual que el resto de cayos de la cayería del Norte, debido a su carácter exclusivo, sus hoteles cuentan con régimen de todo incluido.